# Ázsiai víziagáma

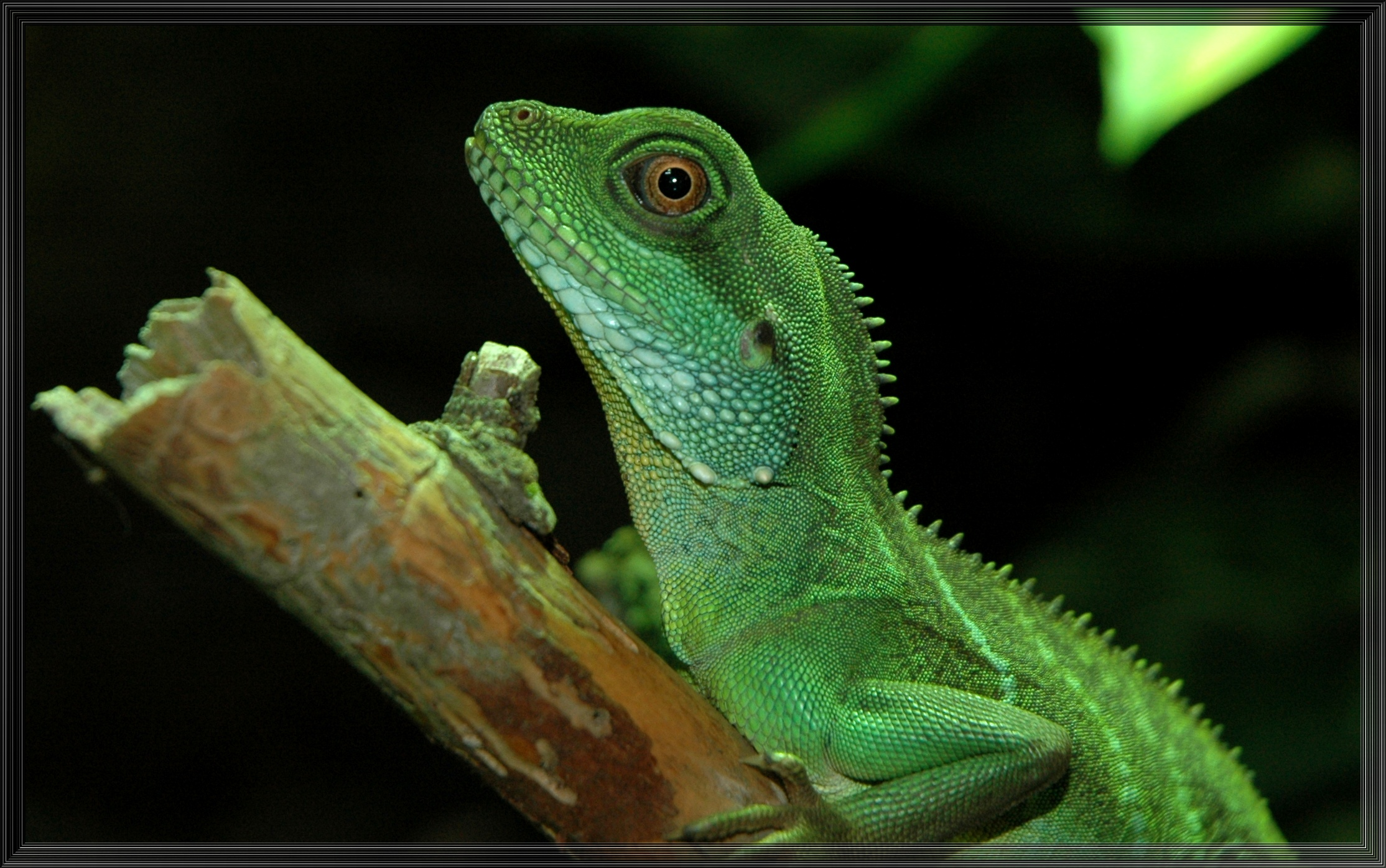
Nőstény ázsiai víziagáma

Az ázsiai víziagáma vagy más néven zöld víziagáma (Physignathus cocincinus) a hüllők (Reptilia) osztályának pikkelyes hüllők (Squamata) rendjébe, ezen belül az agámafélék (Agamidae) családjába tartozó faj.

## Előfordulása
Indiában, Dél-Kínában, Kelet- és Délkelet-Ázsiában honos; kiváltképp a vízparti erdőkben fordul elő. Terráriumokban szerte a világon tartják.

## Megjelenése
A zöld színű hímek mintegy 90 cm hosszúra nőnek. A nőstények kisebbek, de a fejük nagyobb; a színük világosabb, és narancssárga folt van a torkukon (combpórusaik is különböznek a hímekétől).

## Életmódja
Nappal aktívak. Nemcsak mindenféle rovart és puhatestűt esznek meg, de elkapják a kisebb halakat is. Egyhuzamban akár 25 percig is képesek a víz alatt maradni. A zöldségeket, gyümölcsöket, friss hajtásokat sem utasítják el.

## Tartása
Nagy, legalább 200 cm * 100 cm * 200 cm-es terráriumot igényel. Ebben ne használjunk hátteret – vagy ha mégis, az mindenképpen sima legyen, hogy ne sértse fel az állat orrát! A terráriumban legyen olyan, legalább 40 cm * 30 cm * 50 cm-es medence, amiből a gyík könnyen kimászhat. Tegyünk be mászóágakat is, és azok legalább olyan szélesek legyenek, mint maga az állat. Alakítsunk ki egy legalább 35°C-os sütkérező helyet melegítő lámpával és ultraibolya lámpával! Tehetünk be nem mérgező növényeket is, de ezeket időről időre cserélni kell, mert a gyík tönkreteszi őket.

## Képek

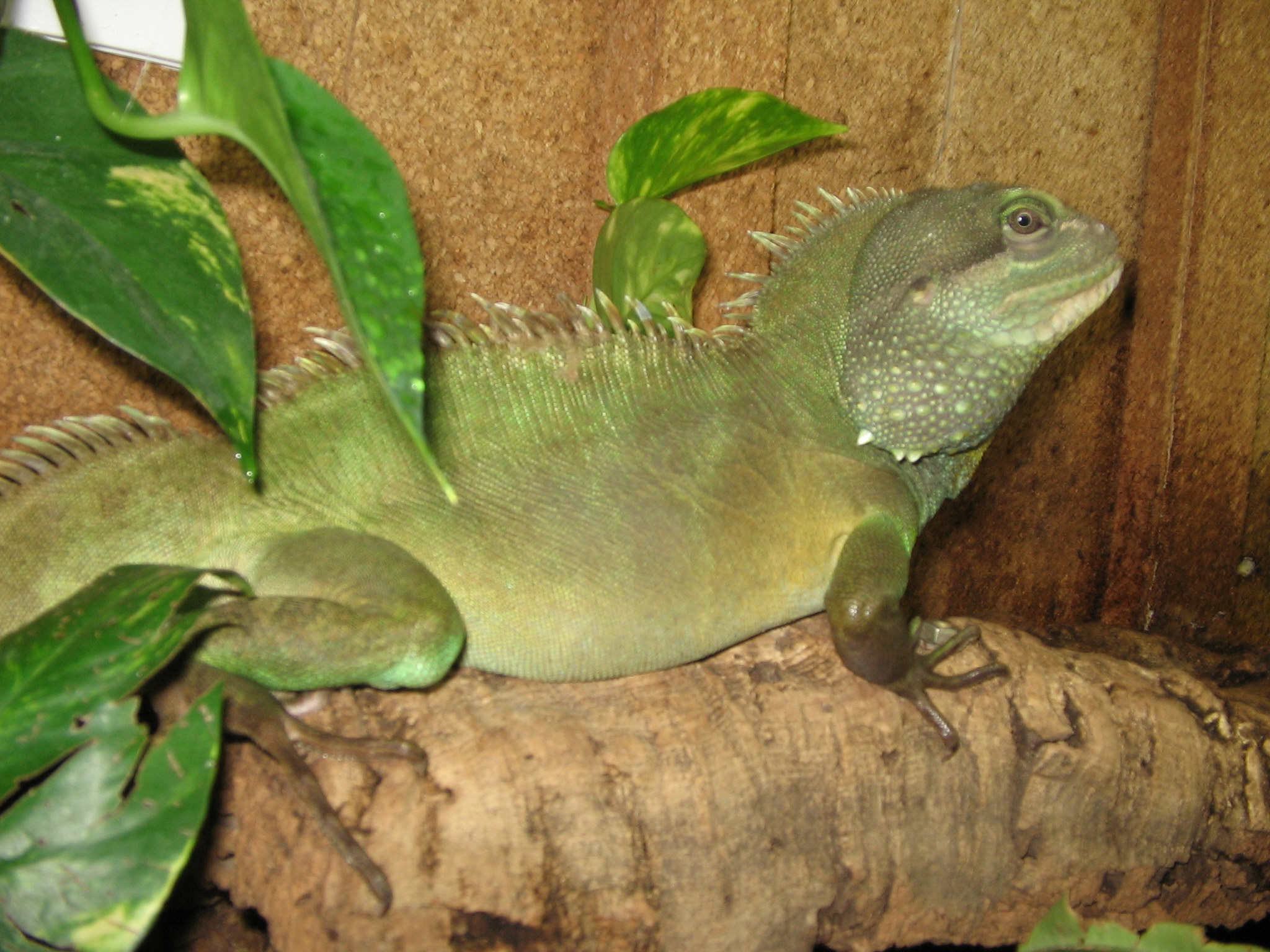
Hím víziagáma
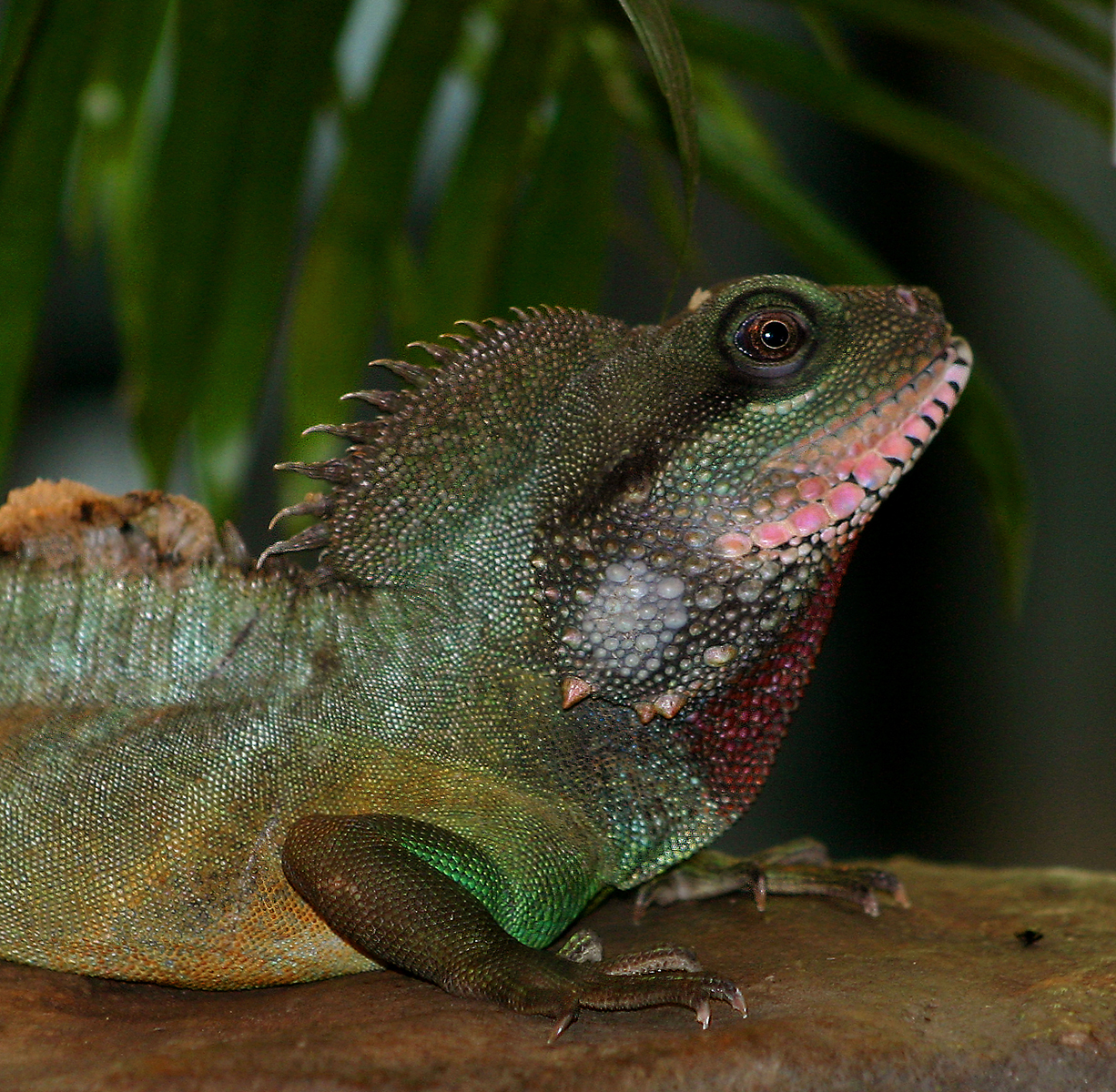
Hím víziagáma
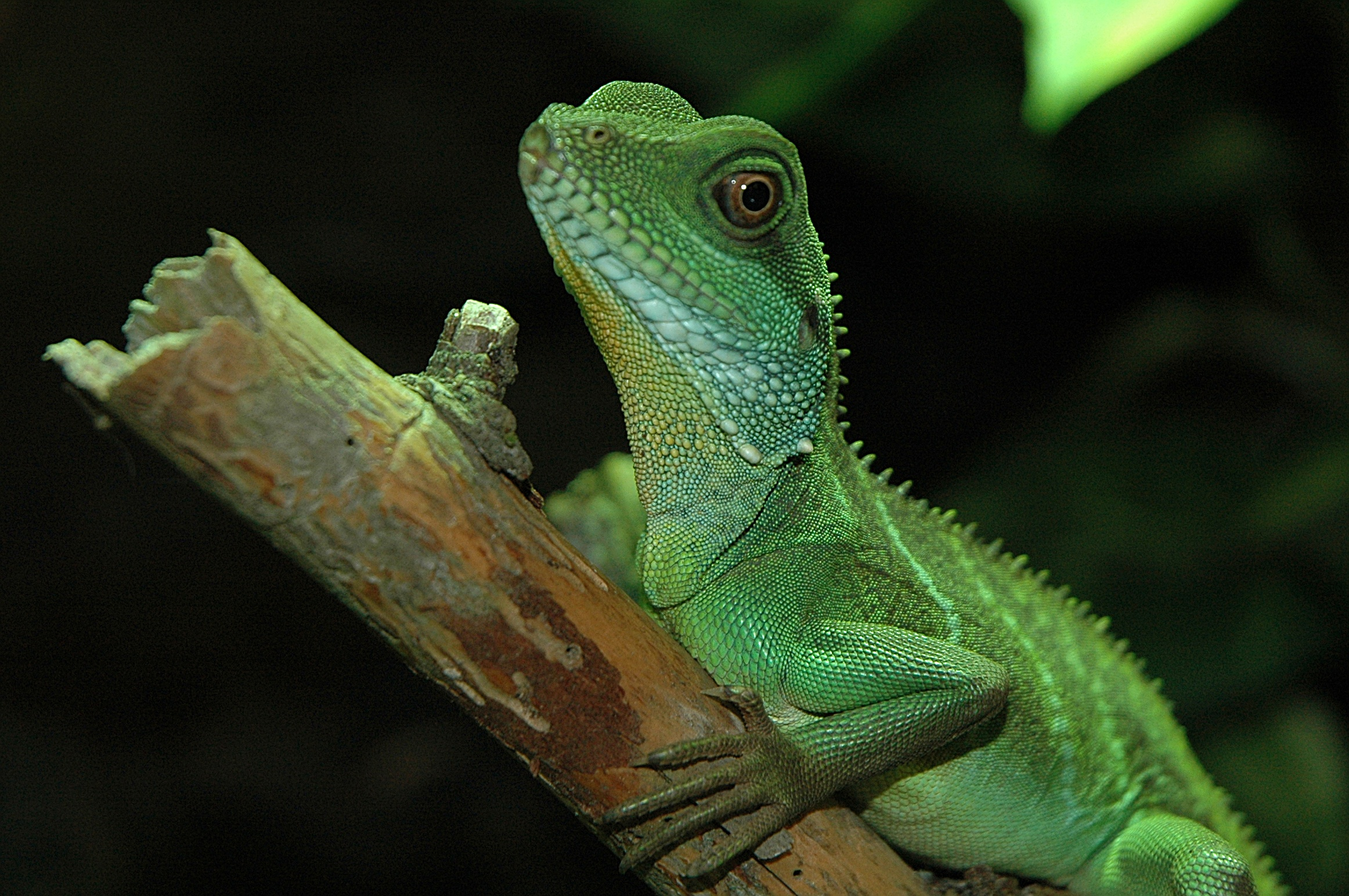
nőstény víziagáma
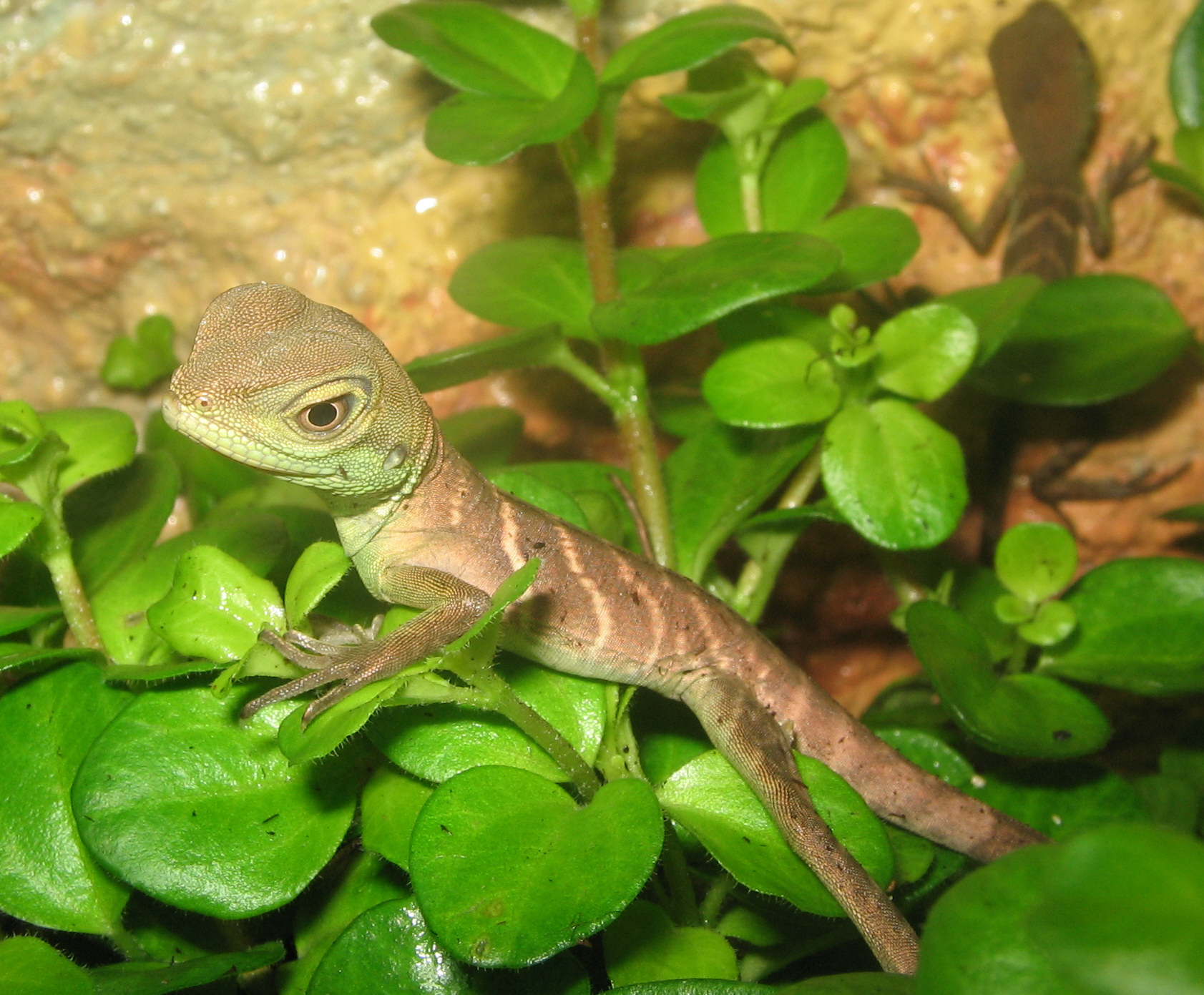
Fiatal víziagáma
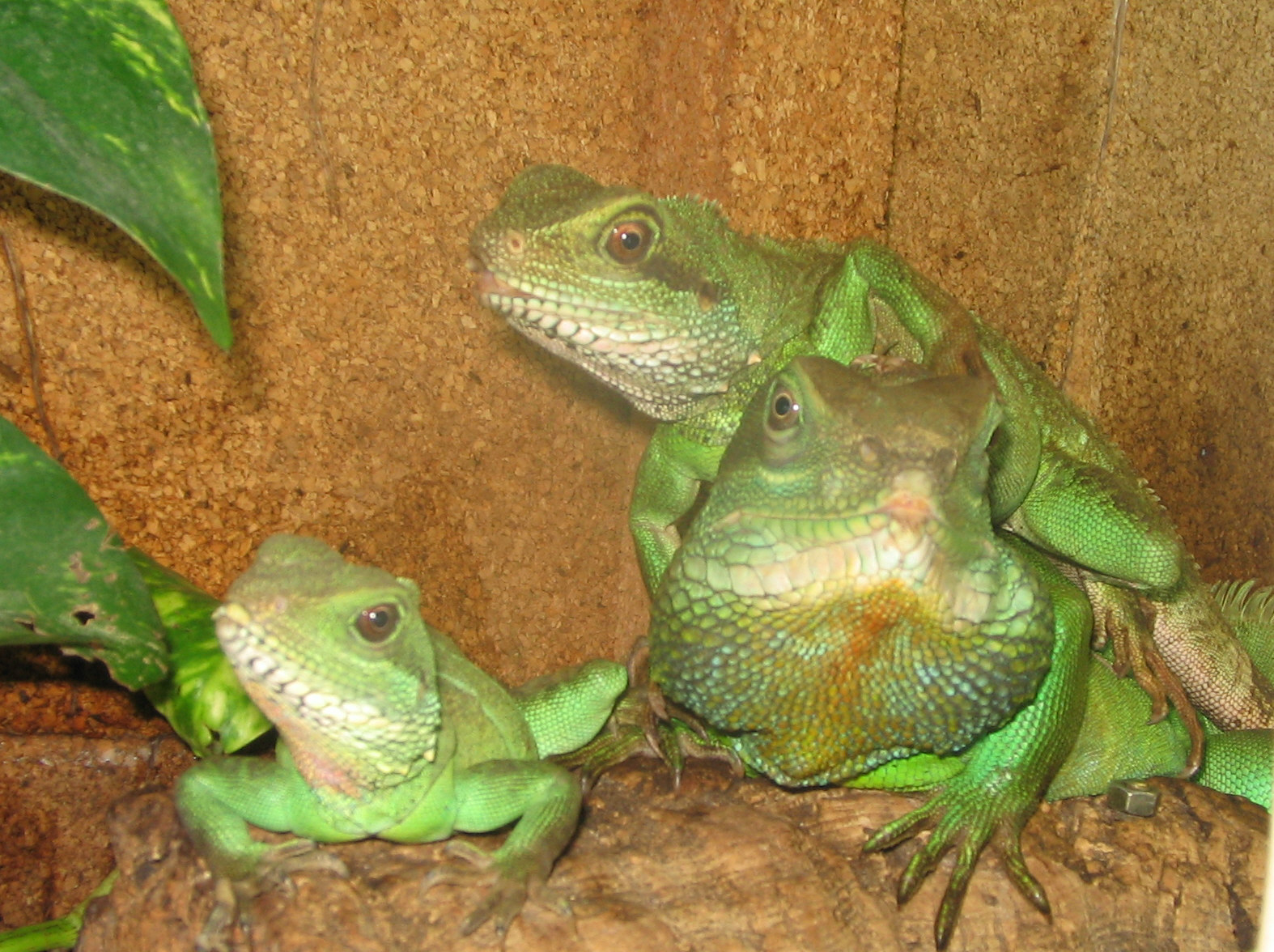
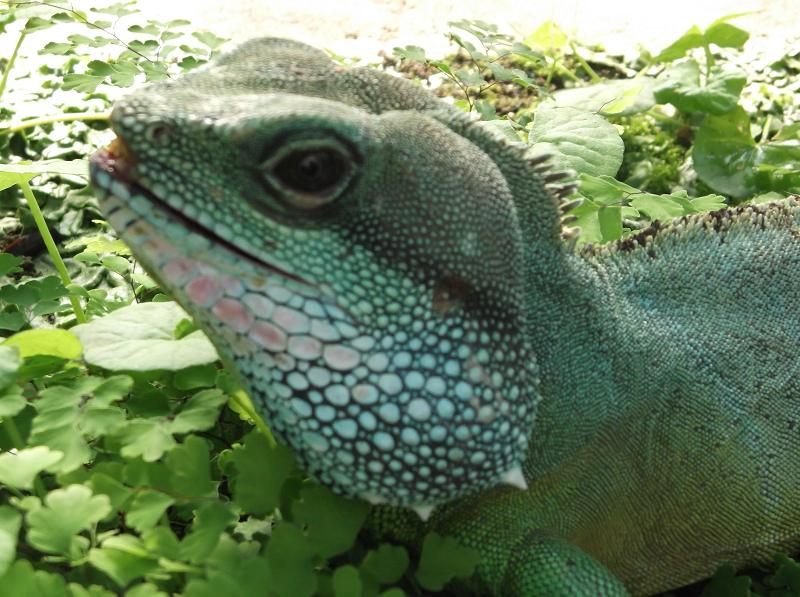
Portré
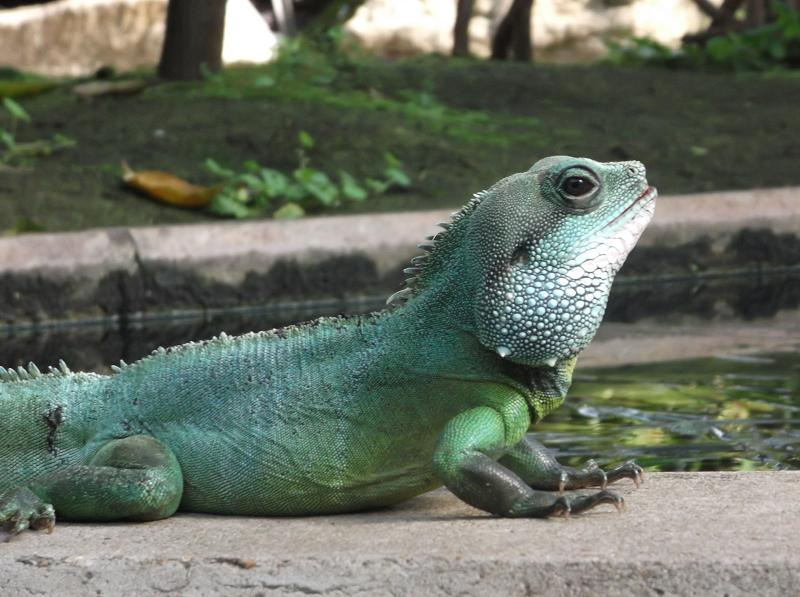
Napozás közben